# سکلاوه
سکلاوه (به بلغاری: Sklave) یک منطقهٔ مسکونی در بلغارستان است که در ساندانسکی واقع شده‌است.